# Krzanowice Południowe
Krzanowice Południowe – nieczynny przystanek kolejowy położony w Krzanowicach.

## Historia

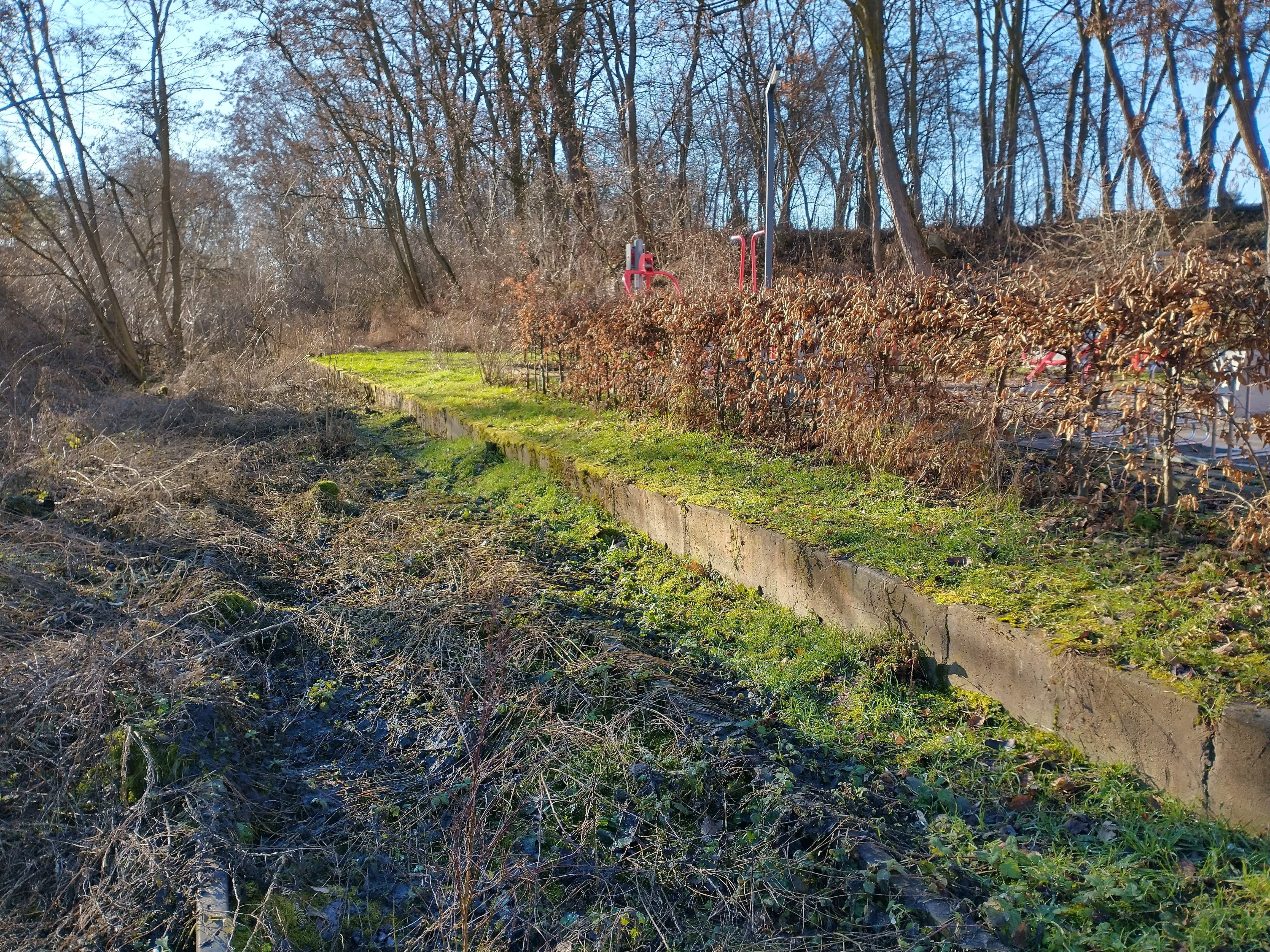
Krawędź peronowa (widok w kierunku Opawy w 2022)

Pierwsze koncepcje budowy linii kolejowej z Raciborza do Opawy (przez Krzanowice i Chuchelną) pojawiły się w 1878. Do ich realizacji przyczynił się Timoleon von Lichnovsky, właściciel lokalnych dóbr, w tym folwarków Borucin i Bojanów. Otwarcie linii wraz ze stacją w Krzanowicach nastąpiło 20 października 1895. 
Stacja Krzanowice Południowe nosiła pierwotnie nazwę Kranowitz Süd, a w czasach hitlerowskich Kranstädt Süd. Od 1895 roku do 1994 roku odbywał się na niej ruch pasażerski. W roku 1986 została zdegradowana ze stacji na przystanek. W 2017 r. budynek dworca odnowiono i zaadaptowano na punkt odpoczynkowy na turystycznej trasie rowerowej Krzanowice–Chuchelná.

## Budynek
Pierwszy budynek dworcowy (z drewna) zbudowano na stacji w 1896. W 1899 został on przebudowany. Kolejna modernizację przeprowadzono w 1925 i budynek ten (ze zmianami) przetrwał do dziś.